# Джефферсон (Нью-Йорк)
Джефферсон (англ. Jefferson) — місто (англ. town) в США, в окрузі Скогарі штату Нью-Йорк. Населення — 1333 особи (2020).

## Демографія
Згідно з переписом 2010 року, у місті мешкало 1410 осіб у 584 домогосподарствах у складі 388 родин. Було 965 помешкань
Расовий склад населення:
| - 97,2 % — білих - 0,7 % — чорних або афроамериканців - 0,4 % — корінних американців - 0,1 % — азіатів |

До двох чи більше рас належало 1,6 %. Частка іспаномовних становила 2,8 % від усіх жителів.
За віковим діапазоном населення розподілялося таким чином: 22,4 % — особи молодші 18 років, 59,6 % — особи у віці 18—64 років, 18,0 % — особи у віці 65 років та старші. Медіана віку мешканця становила 46,4 року. На 100 осіб жіночої статі у місті припадало 105,8 чоловіків;  на 100 жінок у віці від 18 років та старших — 104,1 чоловіків також старших 18 років.
Середній дохід на одне домашнє господарство  становив 64 131 долар США (медіана — 51 534), а середній дохід на одну сім'ю — 72 733 долари (медіана — 56 607). Медіана доходів становила 45 278 доларів для чоловіків та 37 560 доларів для жінок. За межею бідності перебувало 10,1 % осіб, у тому числі 11,5 % дітей у віці до 18 років та 13,0 % осіб у віці 65 років та старших.
Цивільне працевлаштоване населення становило 612 осіб. Основні галузі зайнятості: освіта, охорона здоров'я та соціальна допомога — 34,3 %, роздрібна торгівля — 14,2 %, виробництво — 12,4 %.